# Storø
Storø i Godthåbsfjorden er den største ø i fjordsystemet. Øen er ubeboet og rummer fjordens næststørste fjeld, Qingaaq, på 1.616 meter.
I historisk tid er der blevet udsat rensdyr på øen, som trives godt. Der drives vinterjagt på renerne. Øen er et alpint landskab, dvs. et meget kuperet landskab med høje tinder.
Hen over sommeren 2007 foretog NunaMinerals 12 prøveboringer på øen og fandt guld i seks af dem. Koncentrationen i malmen lå på omtrent 6 gram/ton. I de følgende to år gennemførte Revolution Resources ligeledes boringer på øen, som viste en koncentration på 6,74 gram/ton. Guldprojektet ejes nu fuldt af NunaMinerals. Guldet findes i kvartsgange og har potentiale for at indeholde over en million unser guld over en længde på 5 km.